# Hôpital San Juan de Dios (Bogota)
L’hôpital San Juan de Dios est un ancien hôpital universitaire de Bogota, en Colombie.
Les bâtiments sont classés « Monument national » depuis 2002.